# Rian van Dam
A. (Rian) van Dam (Krimpen aan den IJssel, 1961) is een Nederlandse bestuurder en PvdA-politica. Sinds 12 februari 2019 is zij burgemeester van Hollands Kroon.

## Loopbaan
Van Dam studeerde economie op de toenmalige Landbouwhogeschool in Wageningen. Van 2006 tot 2011 was zij wethouder van Alkmaar en van 2013 tot 2014 van Enkhuizen. Van 2014 tot 2019 was zij programmamanager van Greenport Noord-Holland Noord.
In december 2018 droeg de gemeenteraad van Hollands Kroon Van Dam voor als burgemeester van deze gemeente. In januari 2019 heeft de minister van Binnenlandse Zaken en Koninkrijksrelaties de voordracht overgenomen, waarop ze met ingang van 12 februari 2019 benoemd werd. Op deze dag werd Van Dam beëdigd en geïnstalleerd tijdens een bijzondere raadsvergadering. Per februari 2025 is Van Dam herbenoemd en beëdigd voor een tweede termijn als burgemeester.